# 苏迪
苏迪（1990年7月17日—），是一名中国足球运动员，司职后卫。目前效力于中甲球队武汉卓尔。

## 俱乐部生涯
苏迪2011年开始代表沈阳中泽出战中甲联赛。三年来为沈阳中泽队出场27次，并贡献一粒进球。2014年，加盟大连超越，并随队升入中甲联赛。2016赛季他表现出色，代表大连超越队出场24次，在同梅州客家的保级关键战役中为球队攻入关键进球。2017赛季转会加盟中甲球队武汉卓尔